# Make-up Art Cosmetics
Make-up Art Cosmetics, meglio nota come M.A.C Cosmetics, è un'azienda di cosmetici canadese. I suoi prodotti vengono utilizzati dai truccatori di tutto il mondo per servizi e sfilate di moda.

## Storia
La M.A.C Cosmetics è stata fondata a Toronto, Canada da Frank Toskan e Frank Angelo nel 1984. Il primo negozio MAC aperto nel 2003 è situato a Greenwich Village, New York.
I prodotti dell'azienda, inizialmente progettati per i professionisti, grazie alla loro qualità eccellente e alla confezione essenziale ed elegante sono presto diventati dei prodotti di culto per i consumatori di tutto il mondo. Estée Lauder Companies ha acquisito il marchio nel 1994, ed ha poi completato l'acquisizione della società nel 1998. Un anno prima dell'acquisizione, il fondatore Frank Angelo è morto a causa di complicazioni durante un intervento chirurgico.

## M·A·C PRO
Il programma M·A·C PRO è indirizzato ai professionisti del settore della cosmesi e garantisce sconti e benefici ai membri. Per diventare membri M·A·C PRO vengono richiesti i certificati di identificazione professionale, come attestati e contratti di lavoro. Le domande per l'ammissione al programma M·A·C PRO sono valutate dalla sede centrale dell'azienda, che può controllare l'utilizzo del programma ed eventualmente ritirare la partecipazione in caso di irregolarità. Degli sconti sono previsti anche per gli studenti di scuole cosmetiche professionali.

## Iniziative benefiche
M·A·C ha attualmente cinque programmi socialmente utili in corso.
- M·A·C Cruelty-Free Beauty: l'azienda proibisce di testare sugli animali i prodotti finiti e il divieto è esteso anche ai fornitori delle materie prime. Dal 2012 PETA ha rimosso M.A.C dalla lista cruelty-free poiché non può più garantire tale politica, M.A.C ha infatti dichiarato che 'i prodotti non sono testati se non sotto espressa richiesta di legge' ad esempio come in Cina, ove M.A.C ora vende i suoi prodotti.
- Back2M·A·C Recycling: l'azienda regala un rossetto della linea permanente ai clienti che riportano in negozio 6 confezioni vuote di contenitori M.A.C - eccetto le matite in legno e le cialdine metalliche di ombretti, prodotti mini size, scatole di ciglia finte. I prodotti della linea Viva Glam sono esclusi dal Back2M.A.C.
- M·A·C Kids Helping Kids: nata nel 1994, prevede che i disegni di bambini affetti da HIV/AIDS siano riprodotti su delle cartoline. Il 100% delle vendite viene reso alle organizzazioni che hanno partecipato al progetto.
- M·A·C AIDS Fund:[2] supporta organizzazioni che offrono servizi alle persone ammalate di AIDS.
- M·A·C Viva Glam: il 100% delle vendite di ciascun prodotto della linea (rossetti, lucidalabbra e set natalizi) va al M·A·C Aids Fund.[3]